# Danieł Wyłczew
Danieł Wasilew Wyłczew, bułg. Даниел Вълчев (ur. 10 sierpnia 1962 w Burgasie) – bułgarski prawnik, polityk i nauczyciel akademicki, działacz Narodowego Ruchu na rzecz Stabilności i Postępu, deputowany do Zgromadzenia Narodowego 39. i 40. kadencji, wicepremier oraz minister edukacji i nauki w rządzie Sergeja Staniszewa (2005–2009).

## Życiorys
Ukończył w 1987 studia prawnicze na Uniwersytecie Sofijskim im. św. Klemensa z Ochrydy. Kształcił się następnie w jednym z paryskich instytutów naukowych (1992) oraz w NATO Defense College (1992). Doktoryzował się w zakresie nauk prawnych na macierzystej uczelni w 1995. Zawodowo związany z Uniwersytetem Sofijskim, od 1992 jako asystent. W 2004 został docentem, zaś w 2013 objął stanowisko profesora, specjalizując się w zakresie historii oraz teorii państwa i prawa. W latach 1996–2005 był sekretarzem bułgarskiego stowarzyszenia naukowego zajmującego się filozofią prawa i filozofią społeczną. Podjął także praktykę adwokacką jako partner zarządzający prywatnej firmy prawniczej.
W 2001 dołączył do Narodowego Ruchu Symeona Drugiego, kandydując z jego ramienia w wyborach parlamentarnych. Uzyskał mandat posła do Zgromadzenia Narodowego, reprezentował krajowy parlament w Konwencie Europejskim. Był członkiem komisji legislacyjnej oraz komisji integracji europejskiej.
W wyborach w 2005 został ponownie wybrany do Zgromadzenia Narodowego. W sierpniu 2005, po zawiązaniu koalicji Bułgarskiej Partii Socjalistycznej z Narodowym Ruchem Symeona Drugiego, wszedł w skład rządu Sergeja Staniszewa na stanowiska ministra edukacji i nauki oraz wicepremiera. Urzędy te sprawował do lipca 2009, w tym samym roku znalazł się poza parlamentem.